# Asteras Tripolis
Asteras Tripolis (grekiska: ΠΑΕ Αστέρας Τρίπολης) är en grekisk fotbollsklubb från Tripoli. Klubben grundades 1931 och har sedan säsongen 2007-08 spelat i den grekiska Superligan, den högsta professionella ligan i Grekland. Ordet "Asteras" betyder "stjärna".
Asteras grundades 1931 i området kring Tripolis järnvägsstation men klubben förblev inaktiv och under 1932 blev alla fotbollsklubbar i Tripoli tillfälligt upplösta. Samtidigt grundade Minas Tsavdaris en fotbollsklubb och gav den namnet "Keramikos" efter hans hemtrakter. Trots sina ansträngningar blev Keramikos aldrig formellt erkänd och 1938 beslöt Tsavdaris att överlåta samtliga spelare i klubben till Asteras Tripolis.